# Mraclin
Mraclin – wieś w Chorwacji, w żupanii zagrzebskiej, w mieście Velika Gorica. W 2011 roku liczyła 1074 mieszkańców.